# Грос-Наундорф
Грос-Наундорф (нем. Groß Naundorf) — община в Германии, в земле Саксония-Анхальт.
Входит в состав района Виттенберг. Подчиняется управлению Аннабург-Преттин. Население составляет 772 человека (на 31 декабря 2006 года). Занимает площадь 17,68 км².